# Río Bloomfield
El río Bloomfield es un río ubicado en los trópicos húmedos del extremo norte de Queensland, Australia, conocido por sus especies de bacalao del río Bloomfield, que solo se encuentran en el río.

## Curso y características
El río nace en la Gran Cordillera Divisoria por debajo de Zig Zag y al sureste de Wujal Wujal. El río fluye generalmente de este a norte antes de llegar a su desembocadura y desembocar en la bahía de Weary, en el mar del Coral, cerca del asentamiento de Ayton, al norte de Daintree. El río entra en el mar del Coral al norte de Cape Tribulation. El estuario del río está en condiciones casi prístinas
En 2014, los gobiernos de Australia y Queensland completaron un puente de 21 millones de dólares australianos sobre el río, llamado Bobby and Jacky Ball Bloomfield River Bridge. El puente lleva el nombre de dos respetados ancianos, los hermanos Bobby y Jacky Ball. El terreno donde se construyó el puente y al sur de Degarra es su tierra tradicional. Los hermanos Ball son los hijos mayores que quedan de su familia. Durante la construcción del puente, visitaban el lugar a diario. Todos los días caminaban desde la comarca de Wujal Wujal hasta Degarra para visitar un lugar de pesca en el río.

## Etimología
El río fue originalmente llamado Rivulet de Blomfield por Phillip Parker King el 26 de junio de 1818.

## Controles pesqueros y cuestiones medioambientales
Está prohibido pescar bacalao de río Bloomfield en Queensland.
La controvertida Bloomfield Track, que conecta Cape Tribulation con Cooktown, cruza el río Bloomfield. Este cruce fue cerrado en febrero de 2011 por el Consejo Regional de Cairns después de que las inundaciones destruyeran la calzada. Hubo un servicio de transbordador solo para pasajeros hasta que en mayo de 2011 se abrió un cruce temporal solo para vehículos de cuatro ruedas. La construcción de un puente para todo tipo de clima comenzó en octubre de 2013 y se completó en abril de 2014. A finales de 2014 se completó un puente sobre el arroyo Woobada. El Consejo de la Comarca de Douglas mantiene la pista de Bloomfield.

## Historia
El kuku yalanji (también conocido como gugu yalanji, kuku yalaja y kuku yelandji) es una lengua aborigen australiana de las zonas de Mossman y Daintree en el norte de Queensland. La región lingüística incluye zonas dentro del área de gobierno local de Shire of Douglas y Shire of Cook, particularmente las localidades de Mossman, Daintree, Bloomfield River, China Camp, Maytown, Palmer, Cape Tribulation y Wujal Wujal
El yalanji (también conocido como kuku yalanji, kuku yalaja, kuku yelandji y gugu yalanji) es una lengua aborigen australiana del extremo norte de Queensland. La región lingüística tradicional abarca desde el río Mossman en el sur hasta el río Annan en el norte, bordeando el océano Pacífico en el este y extendiéndose hacia el interior hasta el oeste del monte Mulgrave. Incluye los límites del gobierno local de la comarca de Douglas, la comarca de Cook y la comarca aborigen de Wujal Wujal y las ciudades y localidades de Cooktown, Mossman, Daintree, Cape Tribulation y Wujal Wujal. Incluye la cabecera del río Palmer, el río Bloomfield, China Camp, Maytown y Palmerville.